# Kistnerweiher
Das Naturschutzgebiet (NSG) Kistnerweiher liegt auf dem Gebiet der Ortsgemeinde Neuhofen (Pfalz) im Rhein-Pfalz-Kreis in Rheinland-Pfalz.
Das etwa 34,5 ha große Gebiet, das seit 1996 unter Naturschutz steht, erstreckt sich östlich von Neuhofen. Westlich des Gebietes verläuft die L 534, südwestlich liegt das 100 ha große NSG Neuhofener Woog. Östlich und südöstlich erstreckt sich das 50 ha große NSG Neuhofener Altrhein und östlich und nordöstlich das 11 ha große NSG Neuhofener Altrhein (nördliche Erweiterung).
Als Schutzzweck wird die „Erhaltung der ehemaligen Sand- und Kiesentnahmestelle sowie der sich zum Neuhofener Altrhein hin anschließende Bereich mit vielfältigem Mosaik aus Biotoptypen, insbesondere von Tief- und Flachwasserzonen, Rohboden-, Sand- und Kiesflächen, Röhrichten, Steilufern, Ufer- und Feldgehölzen, Hecken und extensiv genutztem Grünland in Ergänzung, zur Vernetzung sowie als Pufferzone zum Naturschutzgebiet Neuhofener Altrhein“ angegeben.